# Aphileta
Aphileta és un gènere d'aranyes araneomorfes de la subfamilia Erigoninae, pertanyent a la família Linyphiidae.
Fou descrit per primera vegada per J. E. Hull l'any 1920.
Es pot trobar a la zona holàrtica (Estats Units i el Canadà, Europa i Rússia).

## Llista d'espècies
Segons The World Spider Catalog 12.0:
- Aphileta centrasiatica Eskov, 1995
- Aphileta microtarsa (Emerton, 1882)
- Aphileta missera (O. Pickard-Cambridge, 1882) (Espècie tipus)